# Stilpnonotus eurypiformis
Stilpnonotus eurypiformis là một loài bọ cánh cứng trong họ Mycteridae. Loài này được Gray miêu tả khoa học năm 1832.